# Ploužnický potok

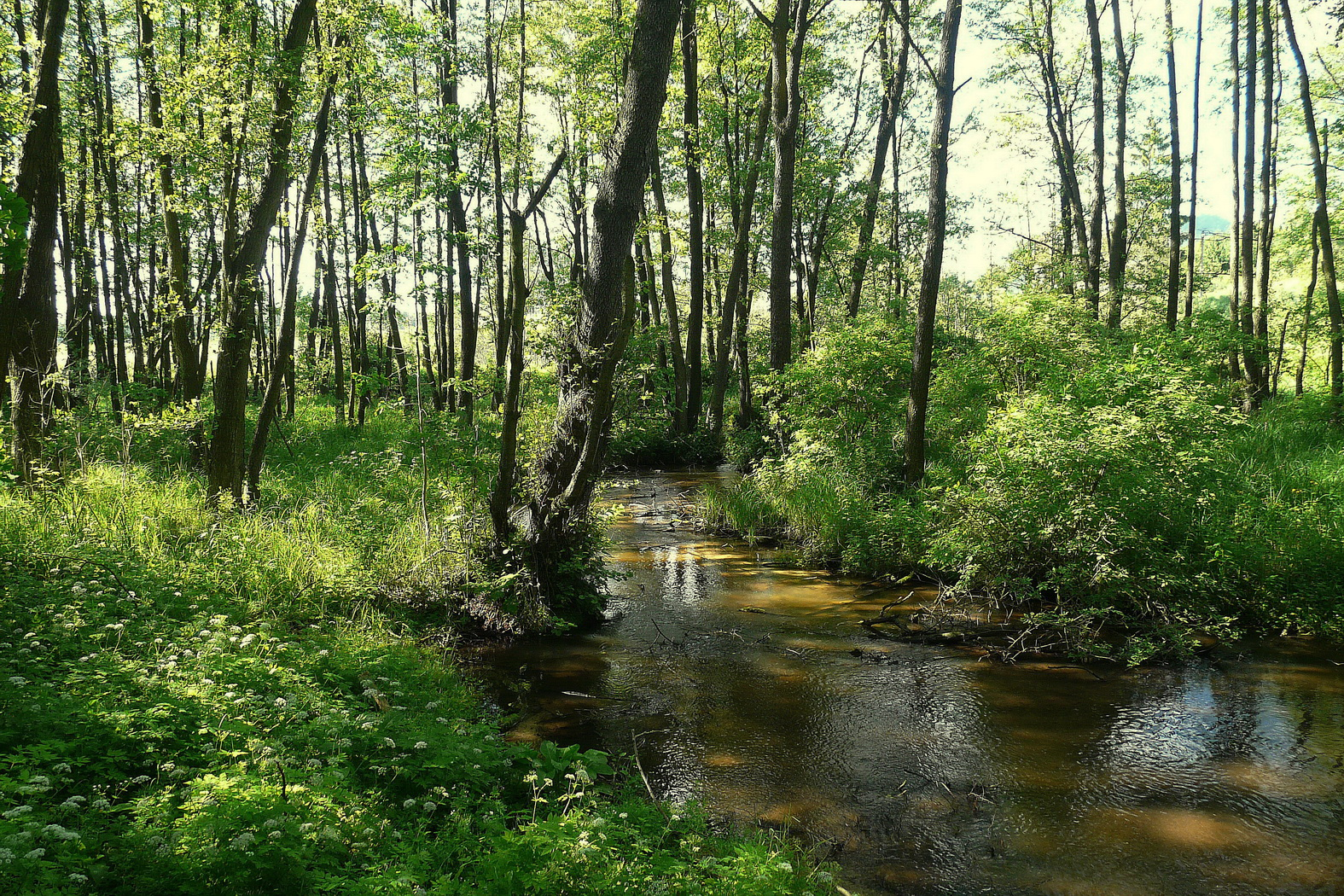
Der Ploužnický potok in Hvězdov

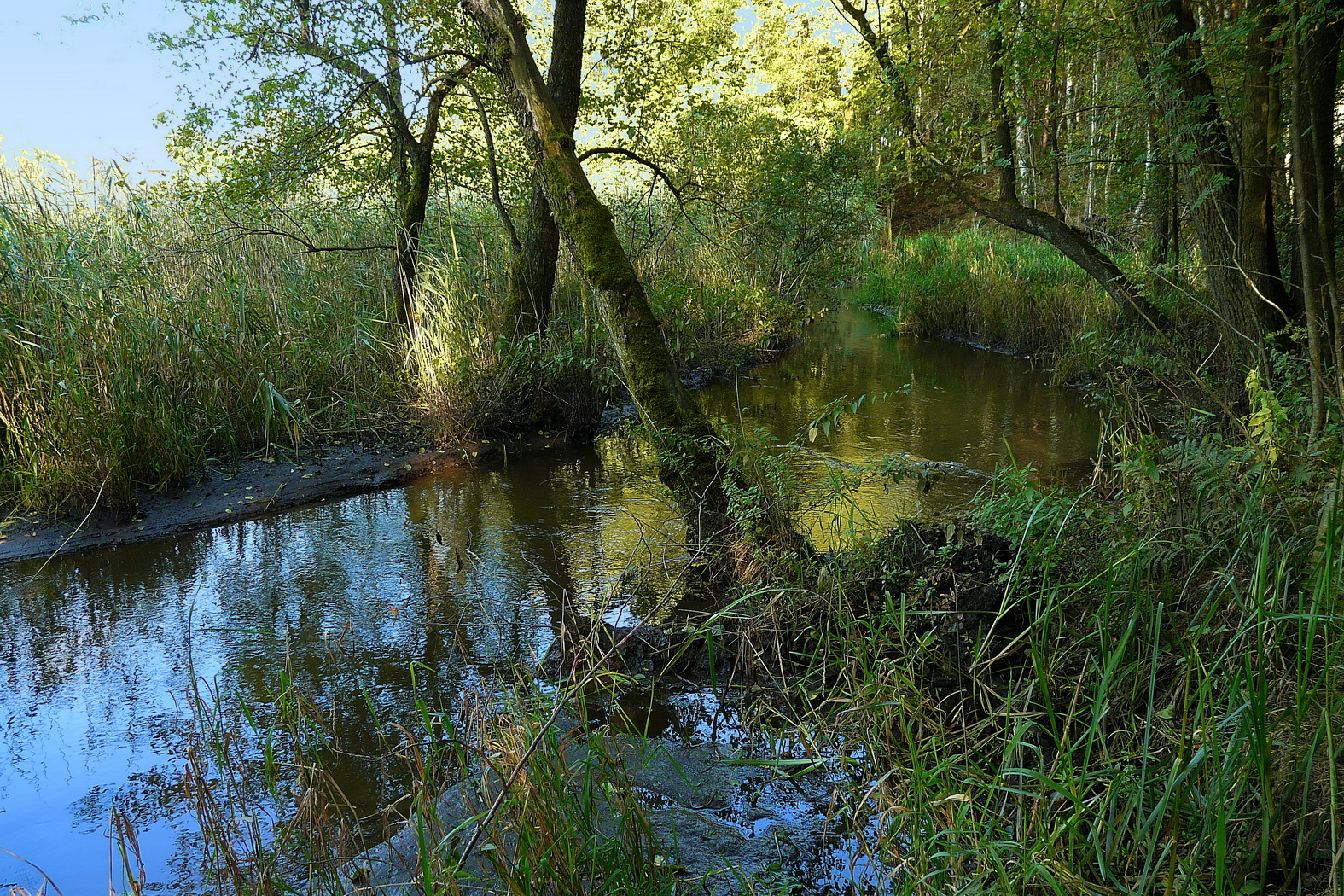
Der Ploužnický potok am Flugplatz Hradčany

Der Ploužnický potok, früher Hvězdovský potok (deutsch Höflitzer Bach, auch Plauschnitzer Bach) ist ein linker Zufluss der Ploučnice in Tschechien. 

## Verlauf
Der Ploužnický potok entspringt zwischen dem Hřebínek (Kammberg, 408 m) und dem Selský vrch (Landberg, 383 m) am Südrand des Wildparks Židlov in der Wüstung Okna (Woken) auf dem Gebiet der Stadt Ralsko in der Ralská pahorkatina. Auf seinem zunächst nach Nordwesten, später nach Westen führenden Oberlauf fließt der stark mäandrierende Bach vorbei an der Wüstung Dolní Okna (Heide) und dem Jägerhaus Zbynská (Pinskei) und bildet ein mit sumpfigen Auwiesen und -wäldern bestandenes Tal. In Hvězdov wird der Bach in einer Kaskade von Teichen gestaut, in bachabwärtiger Folge sind dies der Ploužnický rybník (Plauschnitzer Teich), der Hvězdovský rybník I, der Hvězdovský rybník II und der Hvězdovský rybník III. An seinem Unterlauf liegt die Siedlung Ploužnice. Nördlich des Flugplatzes Hradčany mündet der Ploužnický potok nach zehn Kilometern am Wald Čistá (Tschistai) beim Lesní závod (Waldwerk) in Mimoň VI in die Ploučnice.
Der durch einen schmalen Wiesengrund führende Oberlauf des Baches wurde seit der Devastierung der Orte Okna und Dolní Okna der Natur überlassen. Das Teichgebiet am Mittellauf setzt sich bei Nový Dvůr im Tal des Svébořický potok (Schwabitzer Bach) fort, wo der Mlýnský rybník (Höflitzer Teich), Hvězdovský rybník IV, Novodvorský rybník I bzw. Tankáč, Novodvorský rybník II und der Novodvorský rybník III (Neuhofteiche) liegen. Unterhalb von Hvězdov wird rechtsseitig vom Ploužnický potok der Graben Čistecký příkop abgeleitet, der als Aufschlaggraben für das Sägewerk des Staatsforstbetriebes dient und dem Ploužnický potok unmittelbar vor der Mündung in die Ploučnice wieder zugeleitet wird.

## Zuflüsse
- Svébořický potok (r), in Hvězdov

## Geschichte
Der Oberlauf des Höflitzer Baches war vor dem Zweiten Weltkrieg nur dünn besiedelt. Im Quellgebiet lag der Rundling Woken und linksseitig des Tals die Siedlung Heide. Am Unterlauf des Baches erstreckten sich die Dörfer Plauschnitz (linksseitig) sowie Neudorf (Mezilesí) und Höflitz (rechtsseitig), zu letzterem gehörte noch der Meierhof Neuhof (Nový Dvůr) und die Neumühle unterhalb des Hasenberges am Schwabitzer Bach. Die Bewohner waren deutschsprachig. Im März 1945 begann zwischen Neubrück (Nový Most), Zweihäusel (Dvojdomí) und Kummer (Hradčany) der Bau eines deutschen Militärflugplatzes, der bei US-amerikanischen Luftangriffen beschädigt und erst nach dem Ende des Krieges von der Tschechoslowakischen Armee fertiggestellt wurde. Nach der Vertreibung der Deutschen aus der Tschechoslowakei wurde 1947 der Truppenübungsplatz Ralsko errichtet und in der Folgezeit die Orte Okna, Dolní Okna und Mezilesí devastiert. An der Stelle der Dörfer Hvězdov und Ploužnice am Rande des Sperrgebiets entstanden Siedlungen für Angestellte des staatlichen Forstbetriebs und Armeeangehörige. Nach der Invasion von 1968 besetzte die Rote Armee den Truppenübungsplatz und baute ihn aus. In Ploužnice entstand eine Plattenbausiedlung für Rotarmisten. Nach der Samtenen Revolution räumte die Rote Armee den Truppenübungsplatz bis zum 30. Mai 1991. Am 1. Januar 1992 wurde auf dem ehemaligen Militärgebiet die Gemeinde Ralsko errichtet. Im Jahre 2000 entstand rechtsseitig des Oberlaufes des Ploužnický potok der Wildpark Židlov, in dem zunächst 700 Rothirsche und 300 Mufflons gehalten wurden. Im Jahre 2011 wurden in Wildpark, dessen Zentrum das Jägerhaus Zbynská bildet, fünf Wisente ausgesetzt um künftig eine 25-köpfige Herde zu schaffen.